# Atsushi Sakurai
Atsushi Sakurai (in giapponese 桜井 敦司; Fujioka, 7 marzo 1966 – Yokohama, 19 ottobre 2023) è stato un cantante e batterista giapponese.

## Biografia
Dopo esserne stato per due anni il batterista, dal 1985 fino alla morte Sakurai divenne il cantante e frontman del gruppo rock BUCK-TICK. Nel 2004 pubblicò l'album solista Ai no wakusei. Lavorò anche con gli Schwein e prese parte a vari progetti musicali.
Il 19 ottobre 2023 si è sentito improvvisamente male durante un concerto a Yokohama: è stato immediatamente portato in ospedale per essere curato, ma è morto poco dopo per una emorragia cerebrale.